# Forshaga
Forshaga è una cittadina (tätort) della Svezia centrale, situata nella contea di Värmland; è il capoluogo amministrativo della municipalità omonima.

## Storia
Forshaga nasce come città fabbrica, basata fortemente sull'industria cartaria.